# Iglesia de Nuestra Señora del Carmen (Valladolid)
La iglesia de Nuestra Señora del Carmen es un templo católico ubicado en el barrio de las Delicias de Valladolid. Se encuentra en la Avenida de Segovia, 131.

## Historia
El primer templo construido en el barrio de Las Delicias fue inaugurado en 1915. Se trataba de una sencilla construcción de una nave rectangular, con una espadaña sobre la humilde fachada de los pies. 

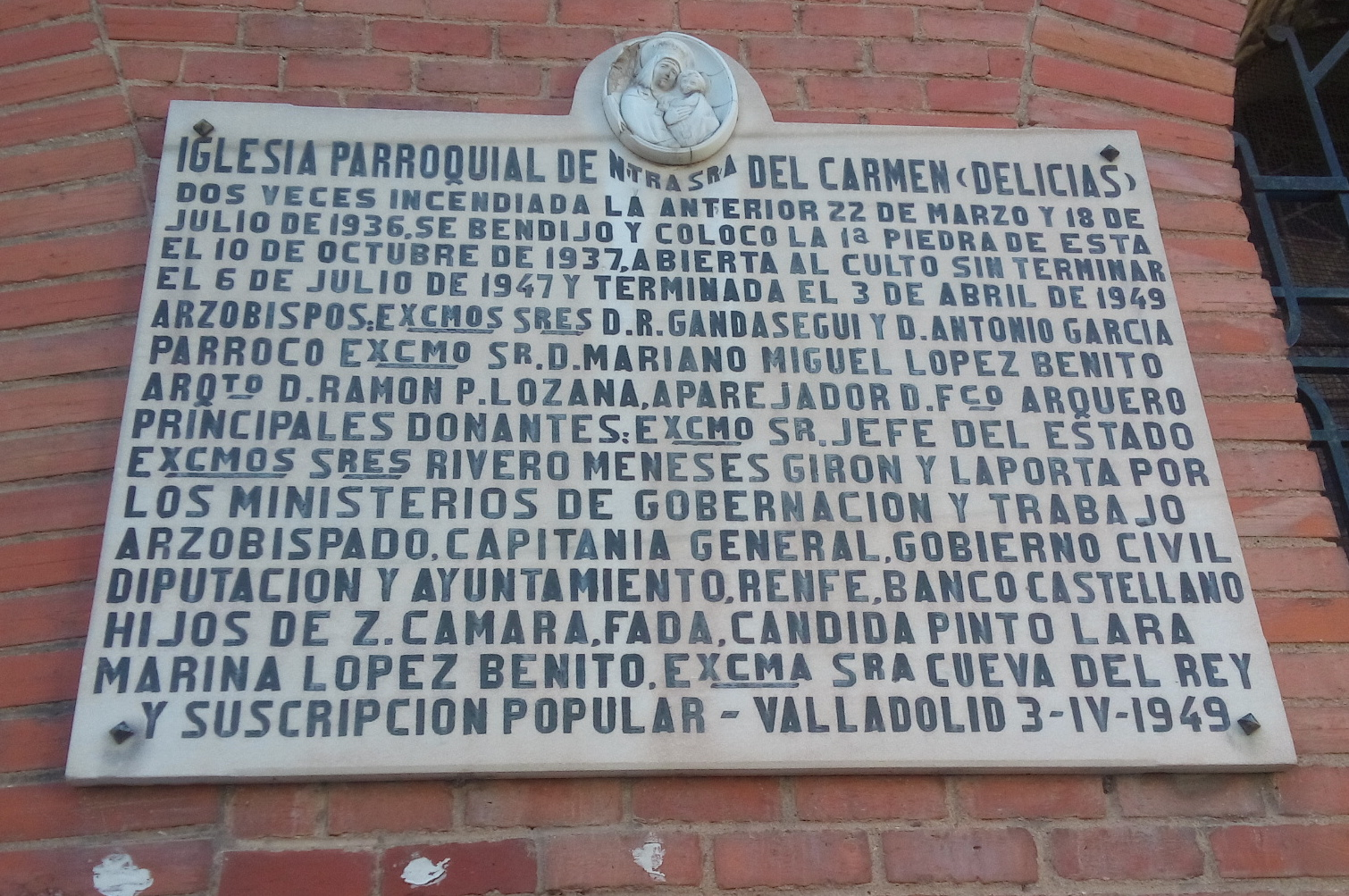
Placa conmemorativa.

Fue incendiada en dos ocasiones. En la madrugada del 21 al 22 de marzo de 1936 se inició un fuego intencionado que solo afectó a la parte posterior del templo y la techumbre. El 18 de julio, en los prolegómenos de la Guerra Civil Española, otro incendio provocó la destrucción de la iglesia. De este segundo siniestro fueron culpados dos varones, padre e hijo, que fueron fusilados el 19 de septiembre de 1936. Según la historiadora Orosia Castán, fue el propio cura de la parroquia quien incendió la iglesia para culpar a los "rojos".
La construcción del templo actual, a cargo del arquitecto Ramón Pérez Lozana, se inició el 10 de octubre de 1937, cuando se bendijo y se colocó la primera piedra, se abrió al culto el 6 de julio de 1947, aunque no se terminaría hasta el 3 de abril de 1949. Para las obras se utilizó mano de obra forzada de presidiarios comunes y presos políticos dentro del programa de Redención de penas por el trabajo.

## Estilo
Posee un esquema de planta basilical de tres naves de distinta altura, con crucero y ábside octogonal. En su interior destacan las vidrieras. Se hace sentir una influencia expresionista -quizá procedente de las iglesias del arquitecto alemán Fritz Höger- que queda patente por los arcos poligonales que separan la nave central de las laterales, los parabólicos que separan los tramos de la nave central, así como los también parabólicos que conforman la portada de acceso a los pies con reminiscencias del estilo románico.
En el exterior, realizado con ladrillo visto, destaca su única torre campanario coronada con cúpula octogonal en la que parecen existir además influencias regionalistas. Frente a la fachada se abre un espacio libre arbolado.